# 立野和明
立野 和明（たての かずあき、1998年4月3日 - ）は、愛知県西春日井郡豊山町出身の元プロ野球選手（投手）。右投右打。

## 経歴

### プロ入り前
名古屋市立楠西小学校時代に野球を始め、豊山町に転居後は豊山フェニックスに所属。豊山町立豊山中学校時代は、東海チャレンジャーに所属する。
中部大第一高校に進学し、2年秋からエースになるものの、在学時は甲子園出場経験はなかった。高校卒業後は少しでも早いプロ入りを志望し、大学進学ではなく社会人野球の道に進んだ。
東海理化では、チームとしては都市対抗野球大会への出場経験はないが、補強選手として3度出場している。2年目の第44回社会人野球日本選手権大会では1回戦の室蘭シャークス戦に登板し、12回1失点と完投勝利を収める。
2019年10月17日に行われたプロ野球ドラフト会議にでは、北海道日本ハムファイターズから2位指名を受け、11月8日に契約金7000万円、年俸1100万円（金額は推定）で仮契約を結んだ。背番号は33。

### 日本ハム時代
2020年はイースタン・リーグでは12試合の登板で2勝3敗1セーブ・防御率3.81という成績を残したが、一軍登板は無かった。
2021年は6月5日の読売ジャイアンツ戦でプロ初登板初先発を果たし、5回3安打1失点の内容で勝敗は付かなかった。3試合目の先発登板となった同30日の東北楽天ゴールデンイーグルス戦では、5回3安打無失点の好投でプロ初勝利を挙げた。その後は中10日で7月11日の千葉ロッテマリーンズ戦に先発予定であったものの、雨天中止となり、登板機会が無いまま前半戦を終えた。五輪による中断期間を経て、後半戦の開幕を中継ぎとして一軍で迎え、8月18日のオリックス・バファローズ戦でプロ初のリリーフ登板となったが、1回3安打2失点を喫し、同23日に登録抹消。9月5日に先発として一軍再昇格すると、シーズン終盤は先発陣の一角を担い、この年は11試合（10先発）の一軍登板で4勝3敗・防御率2.45を記録した。オフに700万円増となる推定年俸1700万円で契約を更改した。
2022年は開幕5試合目の埼玉西武ライオンズ戦でシーズン初登板初先発。5回4安打3四死球4奪三振2失点という内容で勝利投手となり、これが新監督・BIGBOSSの初勝利となった。ただ、その後は2試合連続で打ち込まれ、4月22日に出場選手登録を抹消された。抹消後は二軍でも35回2/3で被安打54と打ち込まれ、夏場には右肘の故障もあって一軍再昇格は果たせずにシーズンを終え、この年は3試合の先発登板で1勝2敗・防御率10.13という成績に終わった。オフに100万円減となる推定年俸1600万円で契約を更改した。
2023年は7月28日に出場選手登録され、同30日のオリックス戦で1年3か月ぶりとなる一軍登板を果たした。ただ、4試合に登板して0勝1敗・防御率6.00という成績で8月10日に出場選手登録を抹消されて以降の一軍登板は無くシーズンを終えた。オフにはフェニックス・リーグに参加していたものの、10月29日に球団から戦力外通告を受けた。現役続行を希望して、11月15日には12球団合同トライアウトに参加したが、シート打撃での打者3人との対戦では2者連続四球を与える結果に終わった。

### NLB・富山時代
2023年11月22日、独立リーグ・日本海リーグ（NLB）に所属する富山GRNサンダーバーズへの入団が発表された。背番号は13。入団後、9試合に出場し、5勝2敗・防御率2.89を記録するが、日本野球機構12球団の補強期間終了を契機に、シーズン中の2024年8月1日付で退団を発表。プロ野球選手としての現役を引退した。シーズン途中での退団であったが、リーグの規定投球回数を満たし、シーズン終了後に最優秀WHIPのタイトルを獲得した。退団後は野球から離れて新たな挑戦をする意向を示している。

## 選手としての特徴
ダイナミックな投球フォームからカーブ・スライダー・カットボール・スプリットを投じる。ストレートの最速は社会人時代に152km/h、プロ入り後は149km/hを計測している。

## 人物
立野の母も同じく豊山町出身であり、中学時代にイチローの2つ上の先輩だった。なお立野は、イチロー以来の豊山町出身のプロ野球選手である。

## 詳細情報

### 年度別投手成績
| 年 度     | 球 団     | 登 板 | 先 発 | 完 投 | 完 封 | 無 四 球 | 勝 利 | 敗 戦 | セ 丨 ブ | ホ 丨 ル ド | 勝 率 | 打 者 | 投 球 回 | 被 安 打 | 被 本 塁 打 | 与 四 球 | 敬 遠 | 与 死 球 | 奪 三 振 | 暴 投 | ボ 丨 ク | 失 点 | 自 責 点 | 防 御 率 | W H I P |
| --------- | --------- | ----- | ----- | ----- | ----- | -------- | ----- | ----- | -------- | ----------- | ----- | ----- | -------- | -------- | ----------- | -------- | ----- | -------- | -------- | ----- | -------- | ----- | -------- | -------- | ------- |
| 2021      | 日本ハム  | 11    | 10    | 0     | 0     | 0        | 4     | 3     | 0        | 0           | .571  | 224   | 55.0     | 39       | 3           | 23       | 0     | 3        | 47       | 1     | 0        | 16    | 15       | 2.45     | 1.13    |
| 2022      | 日本ハム  | 3     | 3     | 0     | 0     | 0        | 1     | 2     | 0        | 0           | .333  | 52    | 10.2     | 16       | 1           | 4        | 0     | 1        | 4        | 2     | 0        | 12    | 12       | 10.13    | 1.88    |
| 2023      | 日本ハム  | 4     | 0     | 0     | 0     | 0        | 0     | 1     | 0        | 0           | .000  | 29    | 6.0      | 10       | 2           | 1        | 0     | 0        | 7        | 1     | 0        | 4     | 4        | 6.00     | 1.83    |
| 通算：3年 | 通算：3年 | 18    | 13    | 0     | 0     | 0        | 5     | 6     | 0        | 0           | .455  | 305   | 71.2     | 65       | 6           | 28       | 0     | 4        | 58       | 4     | 0        | 32    | 31       | 3.89     | 1.30    |

- 2023年度シーズン終了時

### 年度別守備成績
| 年 度 | 球 団    | 投手  | 投手  | 投手  | 投手  | 投手  | 投手     |
| 年 度 | 球 団    | 試 合 | 刺 殺 | 補 殺 | 失 策 | 併 殺 | 守 備 率 |
| ----- | -------- | ----- | ----- | ----- | ----- | ----- | -------- |
| 2021  | 日本ハム | 11    | 3     | 11    | 0     | 2     | 1.000    |
| 2022  | 日本ハム | 3     | 1     | 3     | 0     | 0     | 1.000    |
| 2023  | 日本ハム | 4     | 0     | 0     | 0     | 0     | ----     |
| 通算  | 通算     | 18    | 4     | 14    | 0     | 2     | 1.000    |

- 2023年度シーズン終了時

### 記録
初記録
投手記録
- 初登板・初先発登板：2021年6月5日、対読売ジャイアンツ2回戦（東京ドーム）、5回1失点で勝敗つかず
- 初奪三振：同上、1回裏に重信慎之介から空振り三振
- 初勝利・初先発勝利：2021年6月30日、対東北楽天ゴールデンイーグルス14回戦（楽天生命パーク宮城）、5回無失点

打撃記録
- 初打席：2021年6月5日、対読売ジャイアンツ2回戦（東京ドーム）、3回表に戸郷翔征から一ゴロ

### 独立リーグでの投手成績
出典は一球速報.com。
| 年 度     | 球 団     | 登 板 | 先 発 | 完 投 | 完 封 | 無 四 球 | 勝 利 | 敗 戦 | セ 丨 ブ | ホ 丨 ル ド | 勝 率 | 打 者 | 投 球 回 | 被 安 打 | 被 本 塁 打 | 与 四 球 | 敬 遠 | 与 死 球 | 奪 三 振 | 暴 投 | ボ 丨 ク | 失 点 | 自 責 点 | 防 御 率 | W H I P |
| --------- | --------- | ----- | ----- | ----- | ----- | -------- | ----- | ----- | -------- | ----------- | ----- | ----- | -------- | -------- | ----------- | -------- | ----- | -------- | -------- | ----- | -------- | ----- | -------- | -------- | ------- |
| 2024      | 富山      | 9     | 9     | 1     | 0     | 0        | 5     | 2     | 0        | 0           | .714  | 205   | 56.0     | 42       | 3           | 13       | -     | 4        | 47       | 3     | 0        | 19    | 18       | 2.89     | 0.98    |
| 通算：1年 | 通算：1年 | 9     | 9     | 1     | 0     | 0        | 5     | 2     | 0        | 0           | .714  | 205   | 56.0     | 42       | 3           | 13       | -     | 4        | 47       | 3     | 0        | 19    | 18       | 2.89     | 0.98    |

- 各年度の太字はリーグ最高

### 背番号
- 33（2020年 - 2023年）
- 13（2024年 - 同年7月）